# Senta Aulària de Larzac
Santa Aulària de Sarnon (francès Sainte-Eulalie-de-Cernon) és un municipi del departament francès de l'Avairon, a la regió d'Occitània. Fou el centre d'una comanda templera i més tard de l'orde de l'Hospital.